# 硫酸汞
硫酸汞（化学式：HgSO
4）是一种无机化合物。硫酸汞为白色粉末，遇水水解，产生黄色的碱式硫酸盐和硫酸。 

## 制备
硫酸汞可以由汞和浓硫酸加热反应得到：
Hg + 2 H2SO4 → HgSO4 + SO2 + 2 H2O
也可以用硫酸溶解黄色氧化汞得到：
HgO + H2SO4 → HgSO4 + H2O

## 化学性质
硫酸汞在600℃完全分解：
4 HgSO4 → 4 Hg↑ + 3 O2↑ + 2 SO2↑ + 2 SO3↑
硫酸汞遇水水解：
3 HgSO4 + 2 H2O ⇌ Hg3O2SO4↓ + 2 H2SO4
为抑制水解，通常在配置HgSO4溶液时，会将其溶于稀硫酸中。
硫酸汞和较活泼的金属反应，汞可被置换出来：
HgSO4 + Cu → CuSO4 + Hg

和硫氰酸钠溶液反应，产生硫化汞：
HgSO4 + 2 NaSCN + 2 H2O → HgS + Na2SO4 + NH4SCN + CO2↑

## 用途

### 制备乙醛
硫酸汞在稀硫酸溶液中，可以催化乙炔和水的加成反应：

### 制备酮类
炔烃和水在硫酸汞的稀硫酸溶液的催化下发生加成反应，反应按照马氏规则进行，先得到烯醇，由于烯醇不稳定，进而转变为酮类（乙炔水化得到乙醛）。

### 制备氯化汞
硫酸汞和氯化钠共热，可以得到氯化汞（升汞）：
HgSO4(s) + 2 NaCl(s) —Δ→ Na2SO4 + HgCl2